# Labeobarbus truttiformis
Labeobarbus truttiformis es una especie de peces de la familia Cyprinidae, orden Cypriniformes.
Son peces dulceacuícolas del lago Tana y sus afluentes (Etiopía) que pueden llegar alcanzar los 44,2 cm de longitud total.